# Qomīābād
Qomīābād (persiska: قمی آباد) är en ort i Iran.   Den ligger i provinsen Teheran, i den centrala delen av landet, 24 km söder om huvudstaden Teheran. Qomīābād ligger 990 meter över havet och antalet invånare är 732.
Terrängen runt Qomīābād är platt, och sluttar söderut.Runt Qomīābād är det tätbefolkat, med 297 invånare per kvadratkilometer. Närmaste större samhälle är Qarchak, 8,8 km sydost om Qomīābād. Trakten runt Qomīābād består till största delen av jordbruksmark.